# Хокан Несер
Хокан Несер (на шведски: Håkan Nesser) е шведски сценарист и писател на произведения в жанра криминален роман, трилър, драма и юношеска литература.

## Биография и творчество
Хокан Несер е роден на 21 февруари 1950 г. във фермата „Елвеста“ край Кумла, лен Йоребру, Швеция. Баща му Свен Август е фермер, майка му Мария Оливия е чиновничка. Докато е дете баща му продава фермата и семейството се мести в Кумла като работи на наета земя. Учи в Кумла и в гимназията в Халсберг, където завършва средното си образование през 1968 г. Следва в продължение на няколко семестъра хуманитарни науки (английски език, литературна история, скандинавски езици, история, философия) в университета в Упсала, след което завършва Учителския колеж. През 1974 г.става преподавател по шведски и английски език първоначално за кратко в Мерща, а след това в Упсала до 1998 г. след което се посвещава на писателската си кариера. Медувременно се жени за първи път за Ан Несер, с която имат две деца – Йоханес и Санна. След разпадане на брака им през 1984 г. започва да пише.
Прави литературния си дебют през 1988 г.с екзистенциалния любовен роман „Koreografen“ (Хореографът).
Първият роман „Det grovmaskiga nätet“ (Мрежа с едра плетка) от поредицата му „Инспектор Ван Ветерен“ е издаден през 1993 г. В поредицата главен инспектор Ван Ветерен разследва заплетени случаи на убийства. Действието на историите се развива в град, наречен Маардам, който наподобява Швеция или Холандия. Романът получава наградата на Шведската детективска академия за най-добър дебют и става бестселър. Романите от поредицата получават национален и международен успех, и редица награди.
През 2006 г. е издаден първият му роман „Човек без куче“ от криминалната поредица „Инспектор Барбароти“. В романите от поредицата главен герой е шведският полицейски инспектор от италиански произход Гунар Барбароти.
Писателят три пъти е удостоен с наградата за най-добър шведски криминален роман. Романът му „Carambole“ (Карамбол) печели престижната награда „Стъклен ключ“ през 2000 г. През 2016 г. е удостоен с почетното звание „доктор хонорис кауза“ по по философия от Факултет по изкуства и социални науки на Университета на Йоребру. През 2019 г. получава Кралския златен медал за значителен принос като писател.
Книгите му са преведени на повече от тридесет езика и в над 15 милиона копия по света. Много от тях са екранизирани в успешни филми и сериали.
През 2000 г. Несер се жени за втори път за Елке, психиатър. През август 2006 г. семейството се мести в Гринуич Вилидж в Ню Йорк. Няколко години по-късно семейството се мести в Лондон, където съпругата му започва работа. По-късно се връщат в Швеция.
Хокан Несер живее със семейството си в Стокхолм и на остров Фурилен в Балтийско море.

## Произведения

### Самостоятелни романи
- Koreografen (1988)[2][4]
- Kim Novak badade aldrig i Genesarets sjö (1998)
- Flugan och evigheten (1999)
- Och Piccadilly Circus ligger inte i Kumla (2002)
...а площад Пикадили не се намира в Кумла, изд. „Роборид“ (2012), прев. Георги Илиев
- Kära Agnes! (2002)
- Skuggorna och regnet (2004) – награда „Пале Розенкранц“[2]
- Maskarna på Carmine Street (2009)
- Himmel över London (2011)
- Levande och döda i Winsford (2014) – награда „Пале Розенкранц“[3]
- Eugen Kallmanns ögon (2016)
- De vänsterhäntas förening (2018)
- Halvmördaran (2019)

### Серия „Триъгълникът на Барин / Интригите“ (Barins triangel / InTriGo)
- Barins Dreieck (1996)

1. Morte di uno scrittore (2000)
2. Alois (2000)
3. Marr (2000)

### Серия „Инспектор Ван Ветерен“ (Inspector Van Veeteren)
1. Det grovmaskiga nätet (1993) – награда за дебют за криминален роман[2][4]
2. Borkmanns punkt (1994) – награда за най-добър шведски криминален роман[1]
3. Återkomsten (1995)
4. Kvinna med födelsemärke (1996) – награда за най-добър шведски криминален роман[3]
5. Kommissarien och tystnaden (1997)
6. Münsters fall (1998)
7. Carambole (1999) – награда „Стъклен ключ“[3]
8. Ewa Morenos fall (2000)
9. Svalan, katten, rosen, döden (2001)
10. Fallet G (2003)

### Серия „Инспектор Барбароти“ (Inspector Barbarotti)
1. Människa utan hund (2006)[1][2]
Човек без куче : първият случай на инспектор Барбароти, изд.: „Емас“, София (2015), прев. Ева Кънева
2. En helt annan historia (2007) – награда за най-добър шведски криминален роман[3]
Eдна съвсем различна история, изд.: „Емас“, София (2016), прев. Ева Кънева
3. Berättelse om herr Roos (2008)
4. De ensamma (2010)
5. Styckerskan från Lilla Burma (2012)
6. Den sorgsne busschauffören från Alster (2020)
7. Schack under vulkanen (2021)

### Сборници
- Från doktor Klimkes horisont (2005) – разкази[2]

### Документалистика
- Nortons filosofiska memoarer (2016) – книга за кучета

### Екранизации
- 2000 Det grovmaskiga nätet – тв минисериал, 2 епизода
- 2001 Återkomsten – тв минисериал, 3 епизода
- 2001 Kvinna med födelsemärke – тв минисериал, 3 епизода
- 2005 Carambole
- 2005 Ким Новак не е плувала в Генисаретското езеро, Kim Novak badade aldrig i Genesarets sjö
- 2005 Münsters fall
- 2005 Borkmanns punkt
- 2006 Moreno & tystnaden – по „Kommissarien och tystnaden“
- 2006 Svalan, katten, rosen, döden
- 2006 Fallet G
- 2010 Inspektor Barbarotti – Mensch ohne Hund – тв филм
- 2011 Inspektor Barbarotti – Verachtung – тв филм
- 2014 Och Piccadilly Circus ligger inte i Kumla
- 2014 Erledigung Einer Sache – късометражен
- 2018 Смъртта на един автор, Death of an Author – по „Intrigo“, с Бен Кингсли
- 2019 Intrigo: Dear Agnes – по „Intrigo“
- 2019 Intrigo: Samaria – по „Intrigo“
- ?? Unmoored